# Fonction de répartition empirique

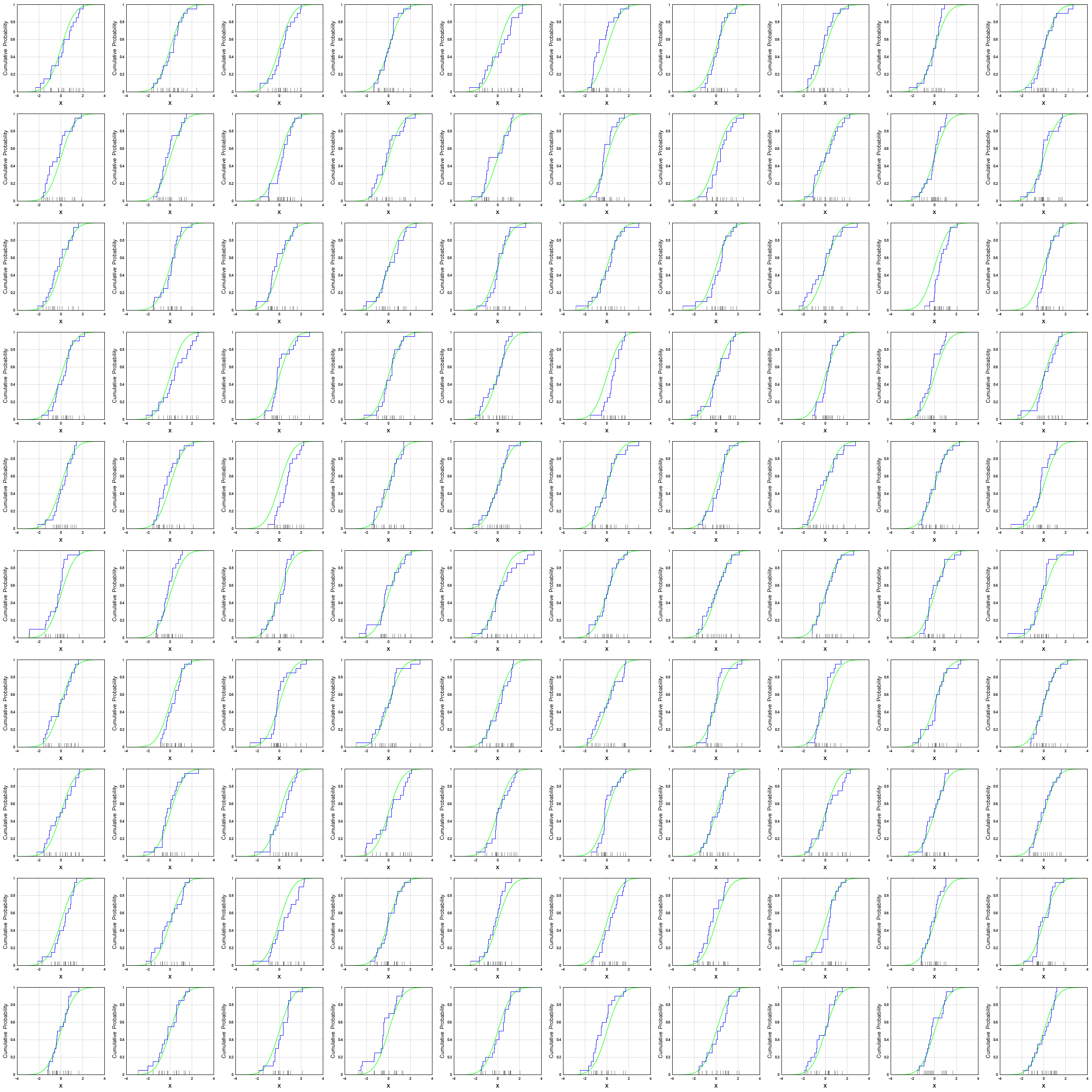
100 visualisations d'une fonction de distribution empirique, générées à l'aide de JavaScript

En statistiques, une fonction de répartition empirique est une fonction de répartition qui attribue la probabilité 1/n à chacun des n nombres dans un échantillon.
Soit X1,...,Xn un échantillon de variables iid définies sur un espace de probabilité {\displaystyle (\Omega ,{\mathcal {A}},\mathbb {P} )}, à valeurs dans {\displaystyle \mathbb {R} }, avec pour fonction de répartition F.   La fonction de répartition empirique {\displaystyle F_{n}} de l'échantillon {\displaystyle X_{1},\ldots ,X_{n}}est définie par :
où {\displaystyle \mathbf {1} _{A}} est la fonction indicatrice de l'événement A. 
Pour chaque ω, l'application {\displaystyle x\to F_{n}(x,\omega )} est une fonction en escalier, fonction de répartition de la loi de probabilité uniforme sur l'ensemble {\displaystyle \{X_{1}(\omega ),\dots ,X_{n}(\omega )\}}. 
Pour chaque x, la variable aléatoire {\displaystyle \mathbf {1} _{(X_{i}\leq x)}} est une variable aléatoire de Bernoulli, de paramètre p=F(x). Par conséquent, la variable aléatoire {\displaystyle \omega \to nF_{n}(x,\omega )}, qu'on notera {\displaystyle nF_{n}(x,.)}, est distribuée selon une loi binomiale, avec pour moyenne nF(x) et pour variance nF(x)(1 − F(x)). En particulier, Fn(x) est un estimateur non-biaisé de F(x).

## Propriétés asymptotiques
- Par la loi forte des grands nombres,

pour tout x, {\displaystyle F_{n}(x,.)\to F(x)} presque sûrement.
- Par le théorème central limite,

{\displaystyle {\sqrt {n}}(F_{n}(x,.)-F(x))} converge en loi vers une loi normale {\displaystyle {\mathcal {N}}(0,F(x)(1-F(x))}  pour un x fixé.
Le théorème de Berry–Esseen procure le taux de convergence.
- Par le théorème de Glivenko-Cantelli, presque sûrement, la convergence uniforme {\textstyle \ F_{n}\to F\ } a lieu, ou bien, de manière équivalente :

{\displaystyle \|F_{n}-F\|_{\infty }=\sup _{x\in \mathbb {R} }\|F_{n}(x,.)-F(x)\|~{\xrightarrow[{n\to \infty }]{}}~0} presque sûrement.
L' inégalité de Dvoretzky-Kiefer-Wolfowitz procure le taux de convergence.
- Kolmogorov a montré que

{\displaystyle {\sqrt {n}}\|F_{n}-F\|_{\infty }} converge en distribution vers la distribution de Kolmogorov, à condition que F soit continue.
Le test de Kolmogorov-Smirnov de goodness-of-fit est basé sur ce fait.
- Par le théorème de Donsker,

{\displaystyle {\sqrt {n}}(F_{n}-F)}, en tant que processus indexé par x, converge faiblement dans {\displaystyle \ell ^{\infty }(\mathbb {R} )} vers un pont brownien B(F(x)).